# Daniela Clausnitzer
Daniela Clausnitzer, née le 26 juillet 1981, est une coureuse cycliste professionnelle allemande.

## Palmarès sur piste

### Championnats du monde
- Championnats du monde de cyclisme sur piste juniors 1998
  -  Médaillée d'argent du 500 mètres contre-la-montre juniors
  -  Médaillée de bronze de la vitesse juniors
- Championnats du monde de cyclisme sur piste juniors 1999
  -  Championne du monde juniors du 500m
- Anvers 2001
  - 10e du 500 mètres
  - 13e de la vitesse

### Championnats d'Europe
- Brno et Fiorenzuola 2001
  -  Médaillée d'argent du 500 mètres contre-la-montre espoirs

### Championnats nationaux
- 1999
  - 3e du 500 mètres
- 2000
  - 3e du 500 mètres
- 2001
  - 3e du 500 mètres
- 2002
  - 3e du 500 mètres
- 2003
  - 3e du 500 mètres
- 2004
  - 2e du 500 mètres
  - 2e de la vitesse
  - 3e du keirin